# 亚克错
亚克错（藏語：གཡག་མཚོ，威利转写：g.yag mtsho，THL：Yak Tso，藏语意为“牦牛湖”）位于中国西藏自治区那曲市尼玛县境内，地处尼玛县中北部。湖面海拔4890米，面积18.5平方公里。湖区气候干寒，年均气温-6℃，年均降水量100～150毫米。湖水补给贫乏，集水区面积349.5平方公里。